# Technicolor Fabrics
Technicolor Fabrics es una banda   mexicana, creada en abril de 2007 originaria de Guadalajara, Jalisco. Originalmente formada por Juan Pablo Corcuera (vocalista y guitarra), Raúl Cabrera (guitarra, bajo y sintetizador) y Joaquín Martínez (bajo y guitarra); en 2009 Daniel Salazar García (teclado) se unió a ellos. Desde que la banda fue creada, ha participado en conciertos junto a bandas como The Whitest Boy Alive, Phoenix, Passion Pit y Capital Cities.

## Historia
Poco después de la fundación de la banda, en 2008, participó como banda de apertura de The Whitest Boy Alive, y gracias a esto obtuvieron la aceptación de los medios de comunicación locales. Algunos meses más tarde grabaron su primer demo, que se convirtió en su primer álbum titulado «Run... The sun is burning all your hopes», y producido por el músico Jorge Siddhartha González. Los temas «Start Again», «Frequency» y «Clouds», pertenecientes a ésta su primer producción formarían parte de la B.S.O. de Te Presento a Laura del director Fez Noriega (2010).
Al año siguiente conocieron a Dan Salazar mientras trabajaba en su proyecto PONYREX, quién participó con Technicolor Fabrics como banda de apertura para Phoenix, The Whitest Boy Alive y Passion Pit. Inmediatamente el músico se unió a la banda y se convirtió en una parte fundamental en la creación de canciones de su segundo álbum «Ideas», publicado en 2011.
En 2014 participaron en el festival de música Vive Latino y en 2015 publicaron su tercer álbum Bahía Santiago, producido nuevamente por Jorge Siddhartha, junto con el argentino Camilo Frodeival. «Aviéntame» fue el primer sencillo del álbum, cuyo vídeo fue filmado en la Ciudad de México. «Fuma» es otro sencillo de este álbum; la canción es una colaboración de Technicolor Fabrics con Siddhartha; el vídeo consiguió 23 mil vistas en menos de 24 horas en la plataforma de YouTube.

## Discografía

### Álbumes de estudio
- 2008: Run... The Sun Is Burning All Your Hopes
- 2011: Ideas
- 2015: Bahía Santiago
- 2019: Presente
- 2020: Bahía Santiago. Revisitado

### Sencillos y EP's
- 2011: Technicolor Fabrics EP
- 2013: Cada Mes y Medio EP
- 2016: Fuma EP
- 2019: Cabo (Sencillo comercial, lanzado como lado B)
- 2020: Sesiones en Vivo EP

### Recopilatorios
- 2019: Singles (Editado en vinilo y contiene los sencillos publicados por la banda, desde el 2007 hasta el 2013).

### Sencillos promocionales
- Frequency (2010)
- Todo (2011)
- Nuestro día (2011)
- A lo lejos (2013)
- The Sound (2013)
- Ruleta (2013)
- Singapur (2013)
- Oasis (2013)
- Globos (2015)
- Fuma (2015 feat Siddhartha)
- Aviéntame (2015)
- Bienvenidos (2017 feat Caloncho)
- Tiernos (2017)
- Dale Calma (2018)
- Vente (2019)
- Levitando (2019)
- Trato (2019)
- Cabo (2019)
- Brindis (2020)
- No (2021)